# ماريو بوريتش
ماريو بوريتش (بالكرواتية: Mario Burić)‏ هو لاعب كرة قدم كرواتي في مركز الدفاع، ولد في 25 أكتوبر 1991 في ماكارسكا في كرواتيا. لعب مع لاسك لينتس.

## وصلات خارجية
- ماريو بوريتش على موقع قاعدة بيانات كرة القدم.إي يو (الإنجليزية)
- ماريو بوريتش على موقع Soccerway.com (الإنجليزية)
- ماريو بوريتش على موقع عالم كرة القدم.نت (الإنجليزية)